# Luxembourg aux Jeux olympiques d'été de 1924
Le Luxembourg  participe aux Jeux olympiques d'été de 1924 à Paris en France du 4 mai au 27 juillet 1924. Il s'agit de sa 4e participation à des Jeux olympiques d'été.

## Athlétisme
Le Luxembourg aligne trois participants aux épreuves d'athlétisme.

## Boxe
Le Luxembourg a six représentants dans les épreuves de boxe.

## Cyclisme
Le Luxembourg aligne cinq participants aux épreuves de cyclisme.

## Football
Le Luxembourg est présent dans l'épreuve masculine.

## Gymnastique
Huit hommes participent à la gymnastique pour le Luxembourg.

## Haltérophilie
Quatre Luxembourgeois sont présents.

## Lutte
Deux lutteurs luxembourgeois sont présents aux Jeux olympiques.

## Natation
Deux nageurs et deux nageuses luxembourgeois participent aux Jeux olympiques.

## Tennis
Le Luxembourg est représenté par Camille Wolff (lb).